# Wisła (miasto)
Wisła (cz. Visla, niem. Weichsel) – miasto w południowej Polsce, w województwie śląskim, w powiecie cieszyńskim.
Historycznie leży na Śląsku Cieszyńskim. Jest ważnym ośrodkiem sportowym, wypoczynkowym i turystycznym w Beskidzie Śląskim. Na administracyjnym terenie miasta swoje źródła ma największa polska rzeka o tej samej nazwie – Wisła.
Według danych z 30 czerwca 2024 r. miasto miało 10 552 mieszkańców.

## Położenie

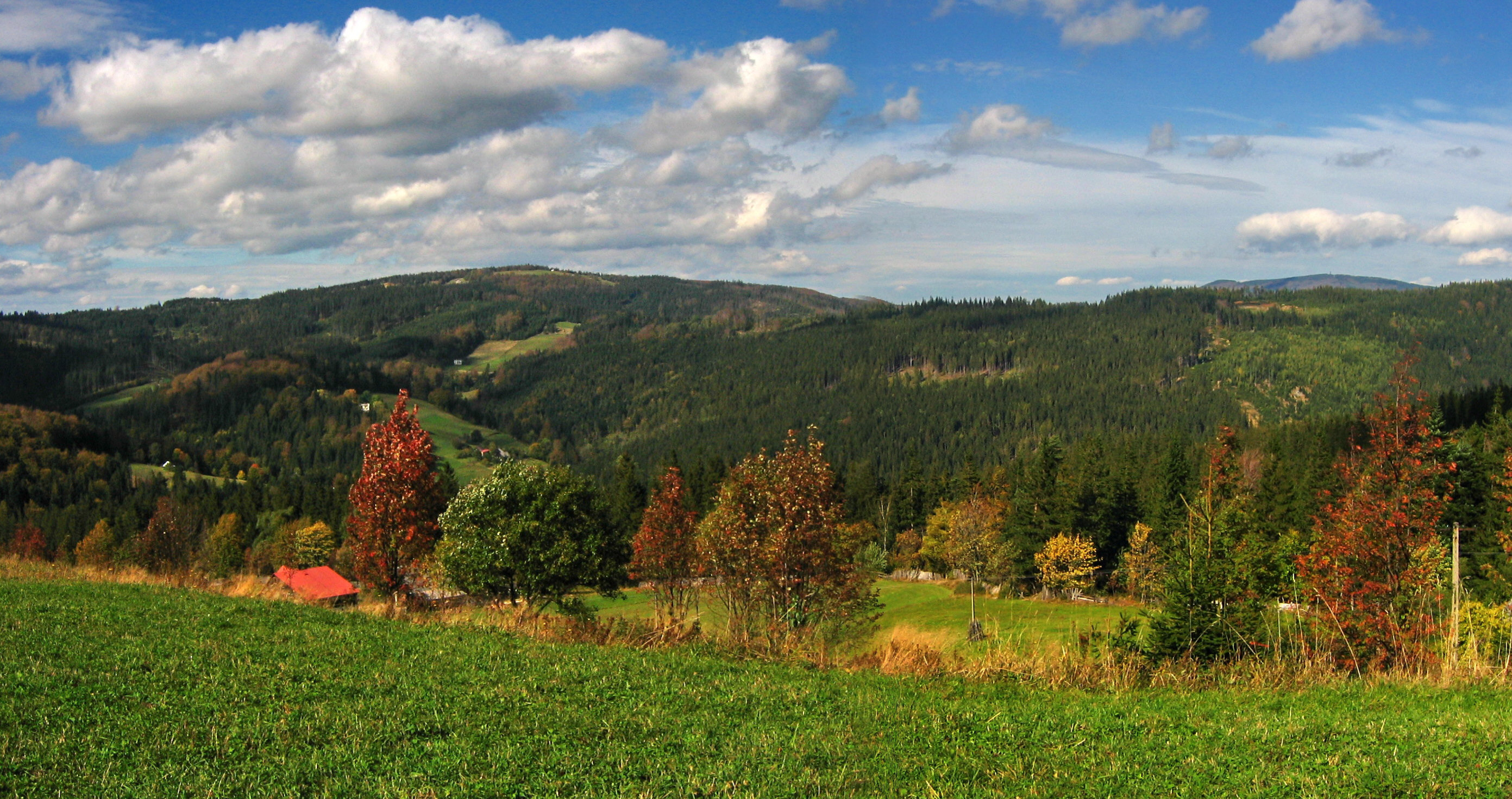
Widok ze szlaku prowadzącego z Wisły Głębce na Stożek

Położone jest w głębi Beskidu Śląskiego, na północy sąsiaduje z gminą Brenna i Ustroniem, na północnym wschodzie ze Szczyrkiem, na wschodzie z gminami Lipowa, Radziechowy-Wieprz i Milówka, na południu z gminą Istebna, na zachodzie z Czechami.
Najwyższe wzniesienia: Barania Góra (1220 m n.p.m.) i Stożek Wielki (978 m n.p.m.).
Ze źródeł na Baraniej Górze wypływają potoki Czarna i Biała Wisełka, które po połączeniu się i przyjęciu wód potoku Malinka tworzą rzekę Wisłę.
Według danych z 2002 r. Wisła ma obszar 110,26 km², w tym: użytki rolne: 19%, użytki leśne: 74%.
Według danych z 1 stycznia 2011 r. powierzchnia miasta wynosiła 110,17 km². Ze względu na swoją powierzchnię, Wisła jest miejscowością o największym obszarze w powiecie cieszyńskim. Miasto stanowi 15,1% powierzchni powiatu.
Oficjalną maskotką miasta od 2018 roku został Niedźwiadek. Włodarze miasta podjęli decyzję, iż kamienną figurę niedźwiadka można wykorzystać oficjalnie do promocji miasta Wisła – jego walorów przyrodniczych i kulturalnych. W tym samym roku burmistrz Wisły Tomasz Bujok wydał zarządzenie Nr Or.0050.29.2018 w sprawie przyjęcia regulaminu udzielania licencji na wykorzystanie wizerunku niedźwiadka i tworzenia „Szlaku Niedźwiadka”. W 2021 roku Szlak Niedźwiadka składał się z następujących obiektów:
- Niedźwiadki w Parku Kopczyńskiego,
- Niedźwiadek przy Pijalni Czekolady Mount Blanc,
- Niedźwiadek przy agroturystyce Pod Piramidą,
- Niedźwiadek na deptaku (ul. 1 Maja),
- Niedźwiadek przy karczmie regionalnej Chata Olimpijczyka,
- Niedźwiadek przy Centrum Edukacji Ekologicznej Jonidło,
- Niedźwiadek przy Centrum Przesiadkowym,
- Niedźwiadek przy górnej stacji kolei linowej Skolnity Ski&Bike,
- Niedźwiadek przy wodospadzie zwanym Małą Niagarą.

## Podział administracyjny

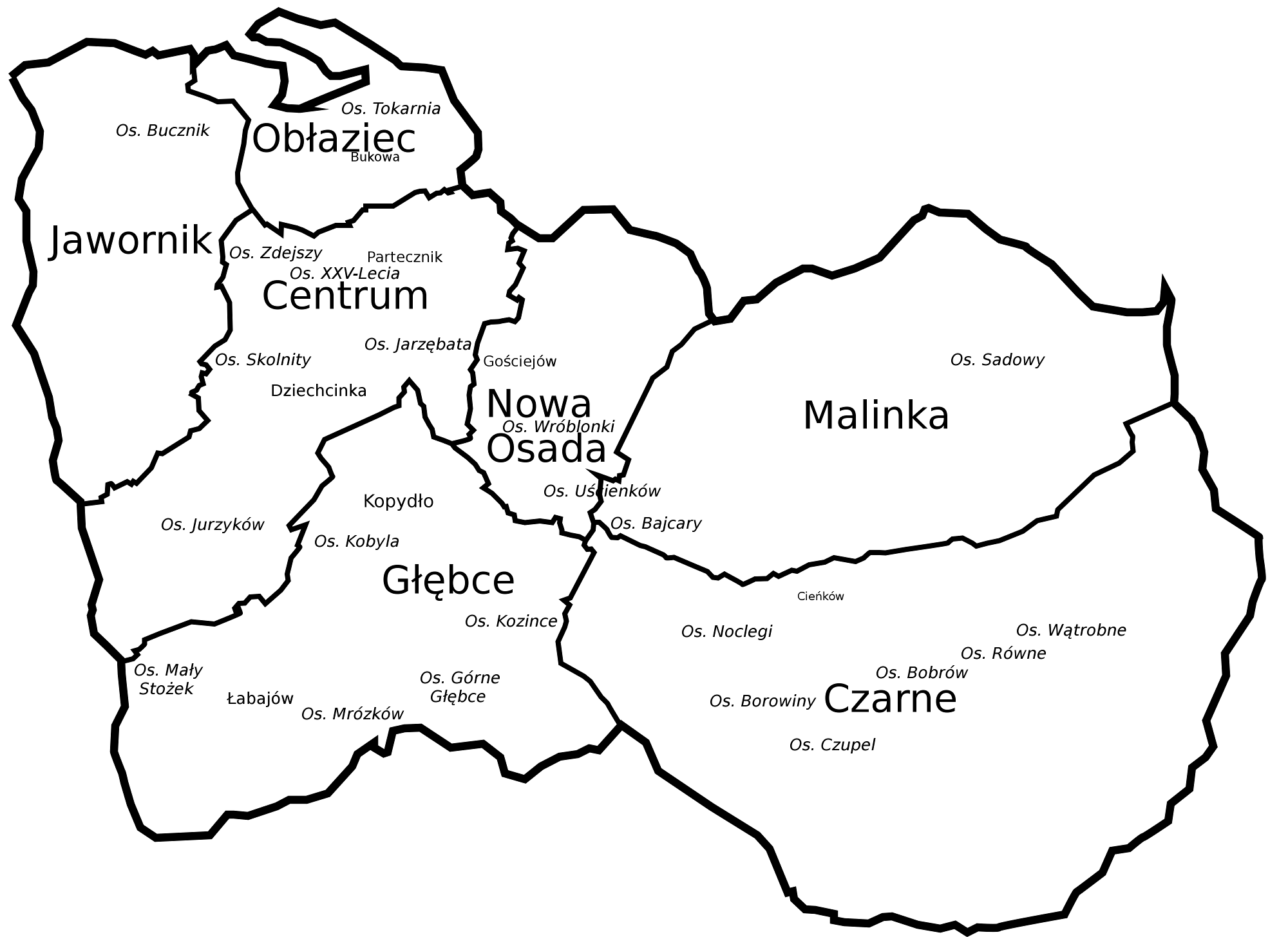
Jednostki pomocniczne miasta Wisła

Od 25 stycznia 1991 r. miasto podzielone jest na 7 jednostek pomocniczych – osiedli:
- Centrum (nr 1)
- Obłaziec (nr 2)
- Jawornik (nr 3)
- Głębce (nr 4)
- Malinka (nr 5)
- Czarne (nr 6)
- Nowa Osada (nr 7)

Ponadto wyróżnia się jednostki strukturalne:
| - Obłaziec (A) - Bukowa (B) - Jawornik (C) - Zdejszy (D) | - Centrum (E) - Partecznik (F) - Jarzębata (G) - Dziechcinka (H) | - Jurzyków (I) - Łabajów (J) - Głębce (K) - Kopydło (L) | - Gościejów (Ł) - Nowa Osada (M) - Malinka (N) - Czarne (O) |

Inne: Cieńków, Gahura, Tokarnia.

## Demografia
Dane z 31 grudnia 2006:
| Opis                              | Ogółem | Ogółem | Kobiety | Kobiety | Mężczyźni | Mężczyźni |
| --------------------------------- | ------ | ------ | ------- | ------- | --------- | --------- |
| Jednostka                         | osób   | %      | osób    | %       | osób      | %         |
| Populacja                         | 11 410 | 100    | 5914    | 51,9    | 5496      | 48,1      |
| Gęstość zaludnienia [mieszk./km²] | 104    | 104    | 53,9    | 53,9    | 49,9      | 49,9      |

Piramida wieku mieszkańców Wisły w 2014:

## Transport

### Drogowy
Przez centrum Wisły przebiega 941 droga wojewódzka nr 941, łącząca DK81 i S52 w Harbutowiacach, z DW943 we wsi Jaworzynka. Droga biegnie przez miejscowości: Harbutowice – Ustroń – Wisła – Istebna – Jaworzynka. W Wiśle biegnie biegnie ulicami: Ustrońską, 1 maja, Towarową, Kopydło oraz Głębiec.
W centrum Wisły na rondzie z DW941, kończy się 942 droga wojewódzka nr 942, rozpoczynająca swój bieg na węźle drogowym Bielsko Biała-Wapienica z E462 oraz S52. Droga przebiega przez miejscowości: Bielsko-Biała – Wilkowice – Buczkowice – Szczyrk – Wisła. W mieście tym biegnie ulicami: Malinka i Wyzwolenia.
Przez Wisłę przejeżdżają następujące drogi powiatowe:
- 2670S Wisła (ul. Bukowa)
- 2671S Wisła (ul. Jawornik)
- 2672S Wisła (ul. Dziechcianka)
- 2673S Wisła (ul. Turystyczna)
- 2674S Wisła (ul. Zameczek)
- 2675S Wisła (ul. Czarne)
- 2676S Wisła (ul. Gościejów)
- 2678S Wisła (ul. Górnośląska)
- 2682S Wisła (ul. Dworcowa)

### Kolejowy
Przez Wisłę przebiega linia kolejowa nr 191, relacji Goleszów - Wisła Głębce o długości 20 km. Wisła posiada w jej ciągu następujące stacje kolejowe:
| Nazwa             | Dzielnica/Osiedle | Status         | Przypis |
| ----------------- | ----------------- | -------------- | ------- |
| Wisła Obłaziec    | Obłaziec          | zlikwidowany   | [ 18 ]  |
| Wisła Jawornik    | Jawornik          | w eksploatacji | [ 19 ]  |
| Wisła Uzdrowisko  | Centrum           | w eksploatacji | [ 20 ]  |
| Wisła Dziechcinka | Dziechcinka       | w eksploatacji | [ 21 ]  |
| Wisła Kopydło     | Kopydło           | w eksploatacji | [ 22 ]  |
| Wisła Głębce      | Głębce            | w eksploatacji | [ 23 ]  |

## Historia

### Historia wsi
Historia dzisiejszej Wisły sięga przełomu XVI i XVII w., kiedy to pojawili się tu pierwsi osadnicy. Byli to drwale pracujący na rzecz książąt cieszyńskich, dostarczający drewna opałowego i gontów na potrzeby zamku w Cieszynie. Prawie równocześnie osiedlali się tu Wołosi (zwani tutaj Wałachami), przynosząc ze sobą kulturę pasterską, a szałaśnictwo stało się wkrótce podstawą życia miejscowej ludności. Wisła od chwili ukształtowania się jako wieś feudalna związana była z Cieszynem. Pierwszy dokument wspominający wieś pochodzi z 1615 r. Nakazuje on wójtowi z Cisownicy, by dostarczył od młynarza z Wisły 32 kopy gontów na folwark w Bobrku koło Cieszyna.
W 1643 r., z polecenia księżnej cieszyńskiej Elżbiety Lukrecji, nowa wieś została wpisana do urbarza Księstwa Cieszyńskiego. Liczyła wtedy 30 osadników, którym określono powinności na rzecz dworu w Cieszynie. Najstarsza księga gruntowa Wisły z 1644 r. przynosi informację o zamknięciu drewnianego kościoła ewangelickiego, co świadczyć może o tym, że od samego początku Wisła była wsią protestancką.
W połowie XVII w. szybko wzrastała liczba osadników, szukających tu schronienia przed prześladowaniami religijnymi kontrreformacji i uciskiem ekonomicznym, który wzmagał się na nizinnych terenach Księstwa Cieszyńskiego od momentu przejęcia tych ziem przez Habsburgów w 1653 r. Pewną ulgę przyniósł dopiero tzw. patent urbarialny cesarzowej Marii Teresy Habsburg z 1771 r., który ograniczył pańszczyznę i poprawił pozycję prawną chłopów. Patent religijny cesarza Józefa II z 1783 r. nadał równe prawa religijne protestantom, co w późniejszym okresie pozwoliło im na wystawienie kościoła. W tymże 1783 r. powstała pierwsza szkoła we wsi; pierwszym nauczycielem został Paweł Welszar.

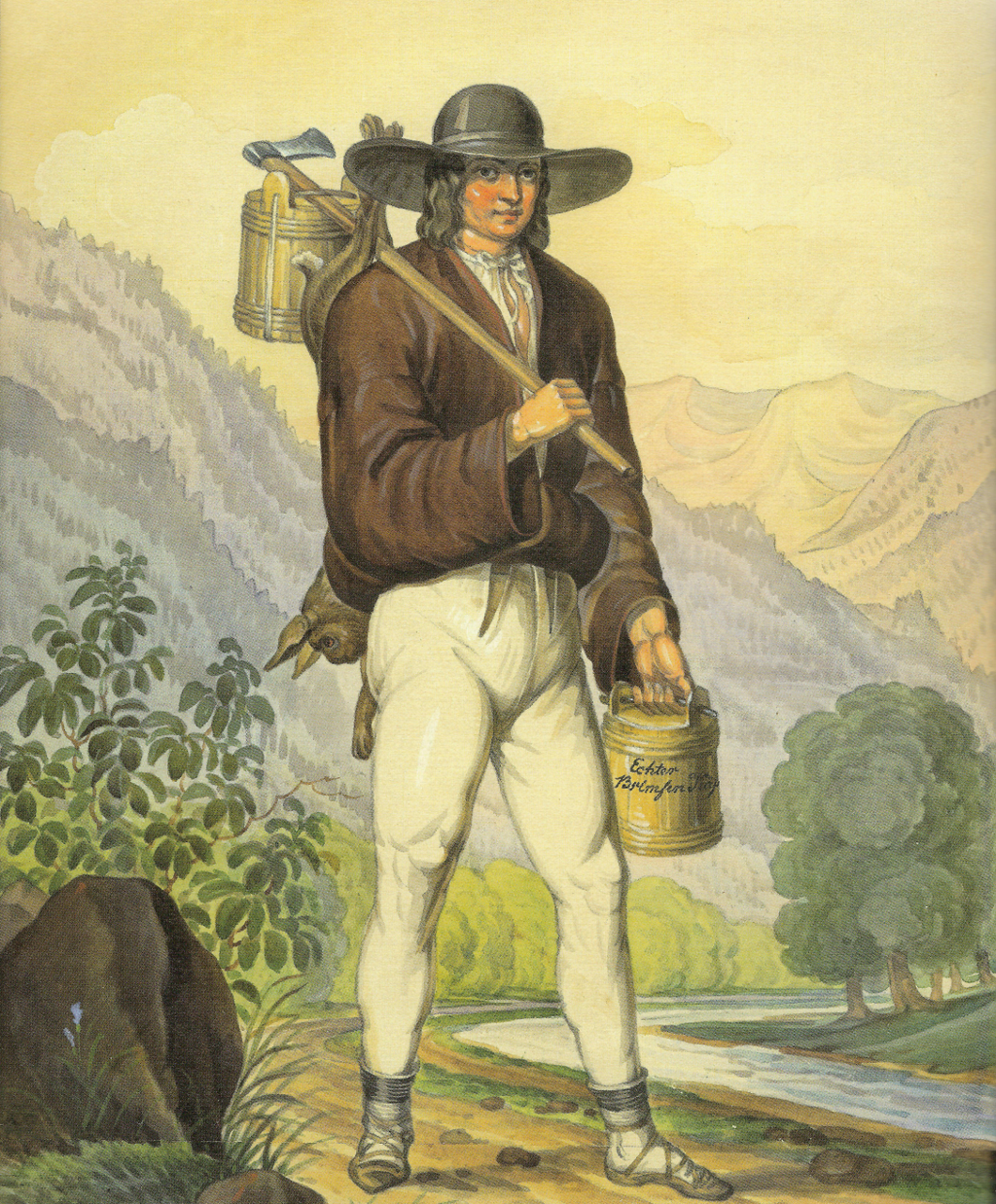
Henryk Jastrzembski: „Góral z Wisły” (1840 r.)

W tym okresie działało w Wiśle 15 spółek sałaszniczych, zajmujących się wypasem (głównie owiec). Jednak najbliższe stulecie miało przynieść znaczący regres sałasznictwa w Beskidzie Śląskim. XIX w. to stopniowy rozwój Wisły. W 1824 r. wzniesiono nowy, już murowany budynek szkolny, istniejący do dziś. Wybudowano drogę łączącą Wisłę z Ustroniem (1837 r.). W 1838 r. oddano do użytku murowany kościół ewangelicki, do którego w latach 1861–1863 dobudowano wieżę. W 1856 roku zaś swój kościół otworzyli także katolicy. W 1859 r. została założona pierwsza biblioteka w Wiśle.
Już od początku wieku zjeżdżali się w okolicę miłośnicy wypraw turystycznych, udający się do źródeł rzeki Wisły. 14 sierpnia 1810 r. pierwszą udokumentowaną wycieczkę na szczyt Baraniej Góry odbył późniejszy książę pszczyński Ludwig von Anhalt-Köthen-Pless. W 1843 r. źródła Wisły zwiedził Wincenty Pol – geograf i poeta w jednej osobie. Wycieczki tego typu stały się jeszcze bardziej popularne w drugiej połowie wieku.
Przez cały XIX w. postępował upadek gospodarki pasterskiej w Beskidach. Wiązało się to z uruchomieniem pod koniec XVIII wieku hut na terenie Śląska Cieszyńskiego (w Ustroniu i Trzyńcu), które potrzebowały do swej produkcji wielkich ilości drewna bukowego. Z kolei rozwój górnictwa węgla kamiennego spowodował wielkie zapotrzebowanie na drewno iglaste (świerk). Książę Albert Sasko-Cieszyński zapoczątkował nowy okres gospodarki leśnej w Beskidzie Śląskim. Z Saksonii sprowadził służbę leśną oraz rozpoczął ograniczanie dotychczasowych swobód góralskich. Stopniowo usuwano górali ze śródleśnych łąk i pastwisk lub utrudniano im dostęp do nich. Intensywny proces zalesiania doprowadził do upadku pasterstwa. W 1913 r. na terenie Wisły funkcjonowało wprawdzie jeszcze siedem szałasów, ale trzydziestu kilku wspólników trzymało na nich tylko ok. 600 owiec i niespełna 50 krów. Tradycyjne szałaśnictwo w Wiśle dotrwało w formie szczątkowej do połowy XX w.

### Wisła jako miejscowość wypoczynkowa
Od drugiej połowy XIX w., okolice Wisły odwiedzane są przez coraz większą liczbę podróżników. Za odkrywcę Wisły na szeroką skalę trzeba uznać pochodzącego z Radomia Bogumiła Hoffa. Ten badacz kultury ludowej, współpracownik Oskara Kolberga, odwiedził wieś w 1882 r. i zachwycony jej urokiem zaczął propagować jej walory w prasie i wśród przyjaciół. W 1885 r. na gruncie, który ze względu na niską cenę, za jaką go nabył, nazwał „Bożym Darem”, wybudował pierwszą willę wypoczynkową „Warszawa”. Nieco później powstały wille "Jasna" i Janina". Wkrótce dzieło Hoffa przejął znany warszawski uczony, filozof i psycholog – dr hab. Julian Ochorowicz. Wybudował on kilka następnych drewnianych pensjonatów, np.: „Maja” i „Sokół” oraz „Placówka”, które zaprojektował architekt syn Bogumiła Hoffa – Bogdan. Jego murowana „Ochorowiczówka” istnieje do dziś na ul. Ochorowicza (na Dzielnicach).
Do Wisły zaczęli zjeżdżać letnicy. W lipcu 1896 r. dzięki Julianowi Ochorowiczowi który prowadził praktykę psychologiczną, odwiedziła Wisłę – na jeden dzień – Maria Konopnicka, która zatrzymała się wówczas nie rzucając podejrzeń w Jaworzu szukając niby pokoju na dłuższy pobyt. Zniechęciły ją jednak prymitywne warunki, jakie panowały ówcześnie, skoro w liście do córki z 17 lipca pisała: „...pierwsza rzecz, mimo wszystko, do Wisły, bo tania. I prawda, tania zupełnie, ale pokoiki zupełnie pod dachem, bez podbitek, tak że żywica od gorąca topnieje na belkach (...)”. Kilka lat później, w 1902 r., Konopnicka, zauroczona beskidzkim krajobrazem, zaakceptowała projekt ofiarowania jej przez naród polski domu właśnie w Wiśle. Jednak willa Ochorowicza, którą planowano zakupić dla poetki, nie spełniła przyjętych wymagań.
W czerwcu i lipcu 1900 r. przebywał w Wiśle Bolesław Prus, który zamieszkał w drewnianej willi Ochorowicza, nazwanej na pamiątkę tego wydarzenia „Placówką”. Rok później, jesienią 1901 r., bawił tu Władysław Reymont, który w willi Ochorowicza (w „Placówce” lub „Jaskółce”) pisał fragmenty swoich „Chłopów”. Sam Ochorowicz osiadł w Wiśle w 1899 r. i mieszkał z przerwami do 1913 r., prowadząc tu m.in. swe eksperymenty parapsychologiczne. W latach 1909–1912 mieszkała tu również Stanisława Tomczykówna – słynne „medium” Ochorowicza.

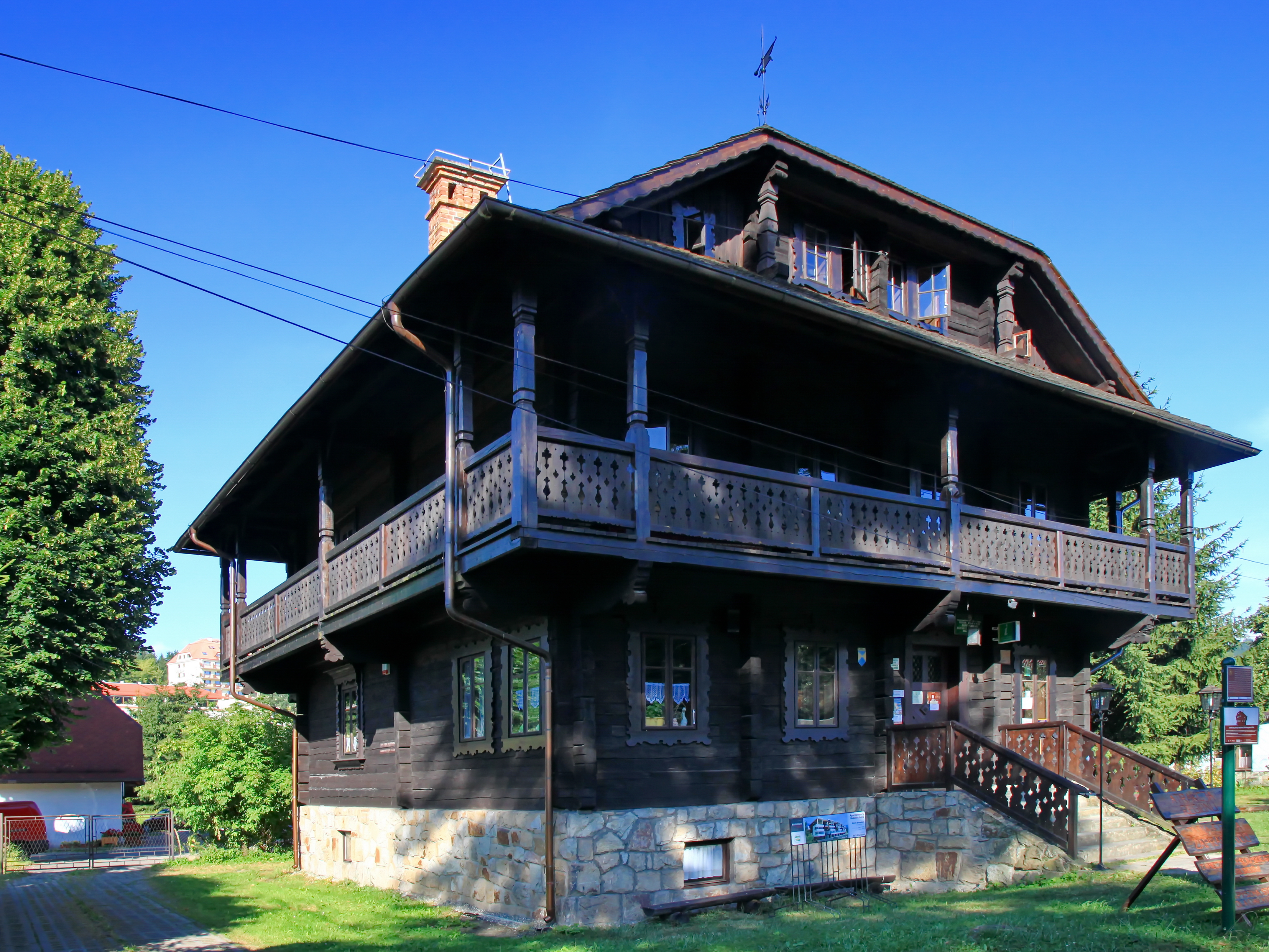
Dawny Pałacyk Myśliwski Habsburgów z końca XIX w.

Według austriackiego spisu ludności z 1900 r. w 555 budynkach w Wiśle na obszarze 11 002 hektarów mieszkało 4685 osób, co dawało gęstość zaludnienia równą 42,6 os. /km², z tego 248 (5,3%) mieszkańców było katolikami, 4422 (94,4%) ewangelikami a 15 (0,3%) wyznawcami judaizmu, 4622 (98,7%) było polsko-, 60 (1,3%) niemiecko- a 1 czeskojęzycznymi. Do 1910 r. liczba budynków wzrosła do 645 a mieszkańców do 4688 osób.
W 1911 r. za namową Juliana Ochorowicza oraz dzięki zabiegom Bogdana Hoffa uruchomiono w centrum wsi nowoczesny zakład kąpielowy. Latem 1911 r. przebywało w Wiśle około 300 gości i z tego względu Rząd Krajowy w Opawie oficjalnie uznał wieś za letnisko. Wkrótce oddano do użytku wodociąg grawitacyjny i kanalizację, a przeprowadzone badania wykazały niezwykłą czystość miejscowego powietrza i wody.
W 1914 r. Mieczysław Orłowicz w swoim słynnym przewodniku tak opisywał Wisłę:

Doliną rzeki Wisły wiedzie stąd [z Ustronia] droga do wsi Wisły, liczącej 4000 m. polskich górali wyznania ewangelickiego, popierających Ślązakowców. Jest to największe polskie letnisko Śląska, przybywa tu ok. 600 gości z całej Polski. Istnieje hotel Piast z restauracyą i Zakładem hydropatycznym, pensyonat p. Wiśniewskiej w willi Dziechcinka, nadto szereg innych pensyonatów i will, przeważnie stawianych w stylu zakopiańskim. Okolica bardzo ładna, wycieczki w dolinę i do źródeł Wisły na Baraniej Górze i na Czantorię.

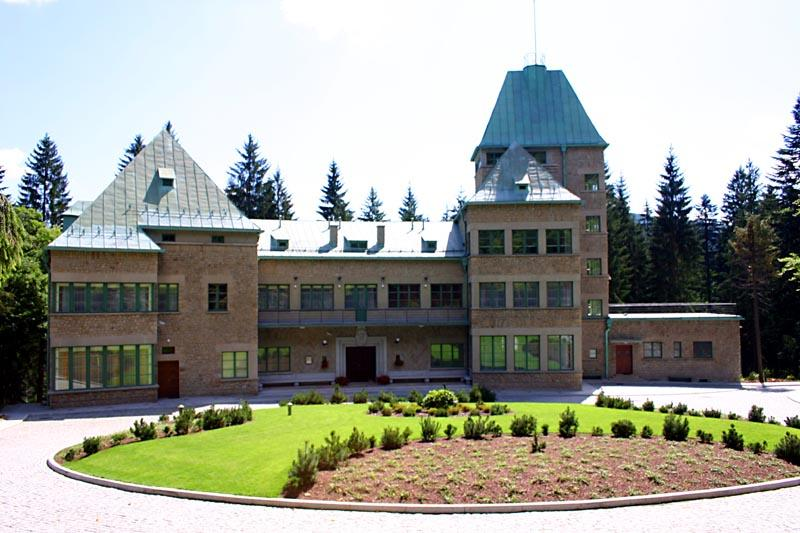
Wisła – Zamek Prezydencki

12 listopada 1918 roku pałacyk myśliwski Habsburgów, stojący na Zadnim Groniu, został splądrowany przez miejscową ludność.
Po zakończeniu I wojny światowej tereny, na których leży miejscowość – Śląsk Cieszyński stał się punktem sporu pomiędzy Polską i Czechosłowacją. W 1918 roku na bazie Straży Obywatelskiej miejscowi Polacy utworzyli dowództwo 15. kompanii Milicji Polskiej Śląska Cieszyńskiego pod dowództwem ppor. Lipowczana, której podlegały lokalne oddziały milicji.
Zakrojony na szeroką skalę rozwój miejscowości nastąpił w okresie międzywojennym i wtedy też Wisła nabrała cech uzdrowiska. Wzniesiono istniejące do dziś budynki Urzędu Gminy z pocztą, Dom Zdrojowy z salą kinową, czy nową szkołę. Zbudowano basen kąpielowy i skocznię narciarską w Głębcach oraz około 100 nowych willi. W 1927 r. otwarto nową drogę z Cieszyna do Wisły, a Jan Molin uruchomił przewozy autobusowe z Wisły do Cieszyna i Katowic. W 1929 r. do centrum Wisły dotarła linia kolejowa – model nowo wybudowanej stacji kolejowej w Wiśle wraz z fragmentem linii Ustroń-Wisła zaprezentowano na stoisku autonomicznego Województwa Śląskiego na odbywającej się w tym samym roku Powszechnej Wystawie Krajowej w Poznaniu. W 1931 r. władze wojewódzkie przekazały prezydentowi RP wraz z honorowym obywatelstwem Wisły rezydencję na Zadnim Groniu (tzw. Zameczek Prezydencki). Wybudowano ją ze składek społeczeństwa ówczesnego woj. śląskiego. W 1932 r. przedłużono linię kolejową do Głębiec oraz oddano do użytku drogę z Wisły do Istebnej. Jako ośrodek letniskowy Wisła wyprzedziła pobliski Ustroń i była jedną z najpopularniejszych miejscowości tego typu w Polsce. Jako ośrodek narciarski ustępowała tylko Zakopanemu.
Szczególnym uhonorowaniem rzeki Wisły było wybudowanie "Pomnika Źródeł Wisły", który przedstawiał postać dziewczyny z kwiatami, kroczącej przez łąkę nad basenem z pływającymi w nim rybami. Spływające po skale do basenu sadzawki strumienie nawiązywały do Baraniej Góry i źródeł rzeki Wisły. Pomnik zaprojektował Konstanty Laszczka (1865–1956), znany polski rzeźbiarz, malarz i grafik. W 1937 roku gospodarzem corocznego Święta Gór było miasto Wisła. Wydarzenie to zaszczycił swoją obecnością prezydent Ignacy Mościcki, który przy tej okazji dokonał uroczystego odsłonięcia monumentu. Współczesny pomnik, którego odsłonięcie nastąpiło w 2014 roku przez Prezydenta Bronisława Komorowskiego jest repliką oryginału, gdyż rzeźba z 1937 roku została zniszczona przez Niemców podczas II wojny światowej.

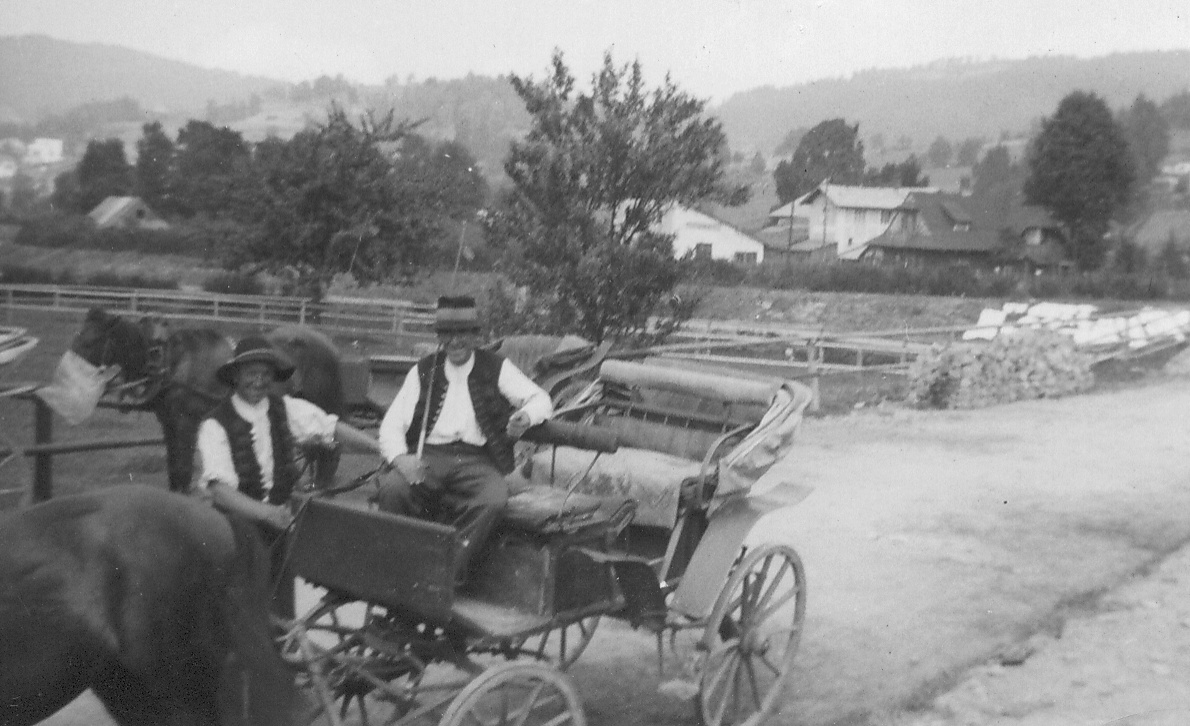
Woźnica czekający z bryczką na turystów, 1938 r.

Okres okupacji niemieckiej należy do najtragiczniejszych w historii Wisły. Podczas II wojny światowej Wisła nosiła nazwę Weichsel O.S. (1941-45), a w 1945 r. Hohenweichsel. Większość pensjonatów zajęło wojsko, a wiele rodzin deportowano w głąb Rzeszy lub do Generalnego Gubernatorstwa.
W latach 1945–1991 w Wiśle mieściła się strażnica Wojsk Ochrony Pogranicza. 16 maja 1991 r. strażnica została przejęta przez Straż Graniczną i funkcjonowała do 21 września 2004 r., kiedy to została rozformowana.
3 maja 1946 r. grupa żołnierzy NSZ pod dowództwem Henryka Flame w celu zademonstrowania swojej siły zajęła miasto i urządziła w nim defiladę.

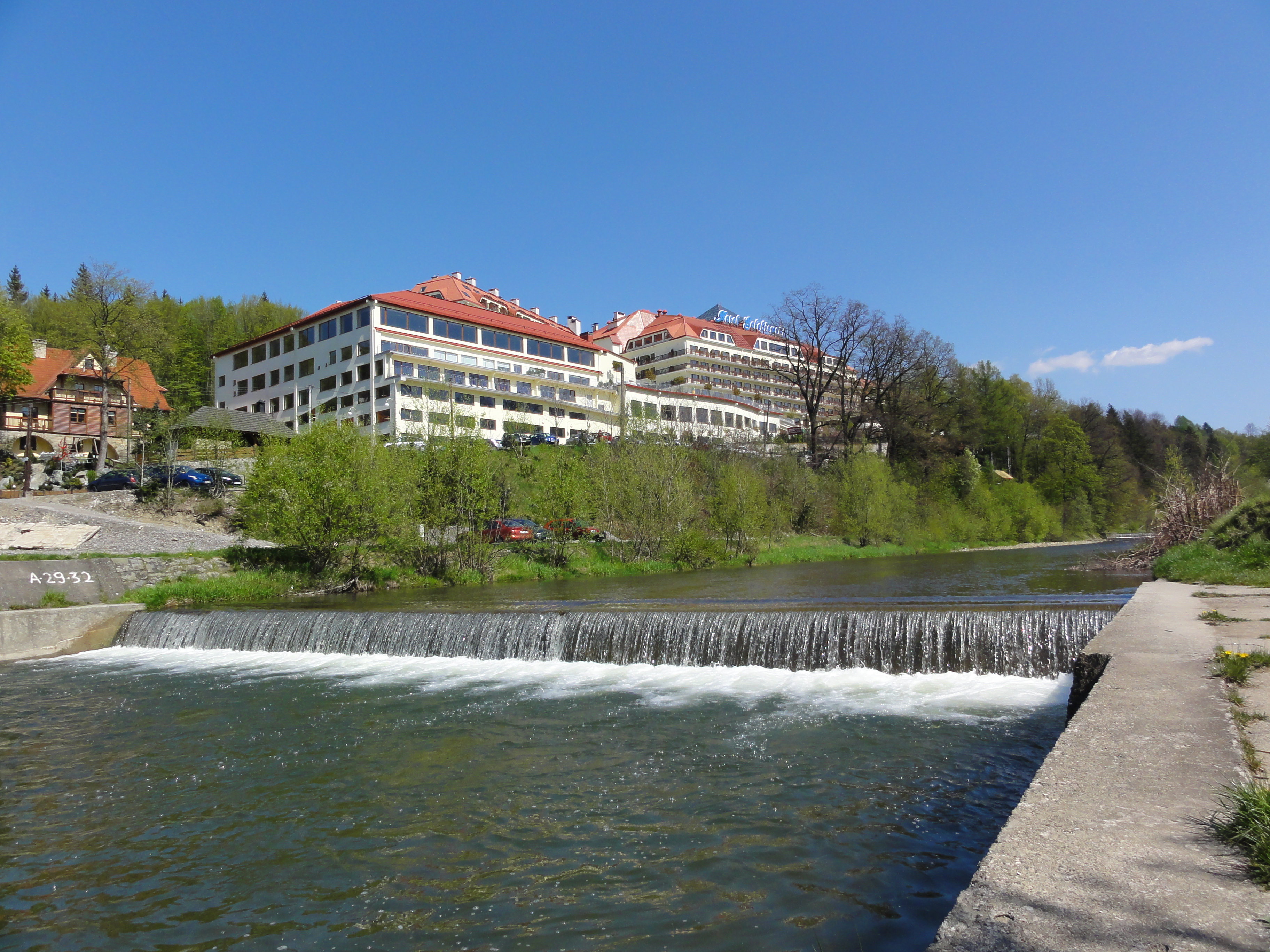
Wisła – Hotel „Gołębiewski”

Po 1945 r. większość przedwojennych pensjonatów upaństwowiono, przekazując je m.in. Funduszowi Wczasów Pracowniczych, a Wisła stała się najpopularniejszym ośrodkiem wypoczynkowym dla mieszkańców Górnego Śląska. Dalszy rozwój miejscowości nastąpił w latach 60. W 1962 r. Wisła otrzymała prawa miejskie, a równocześnie zaczęły powstawać pierwsze branżowe i zakładowe domy wypoczynkowe oraz ośrodki campingowe w Kopydle, Głębcach i Malince. Następne lata to sukcesywne otwieranie kolejnych kompleksów domów wczasowych: na stokach Jarzębatej (1971 r.), ośrodka wypoczynkowego „Partecznik” na stokach Czerhli (1975 r.), a w latach 80. domów wypoczynkowych na południowych stokach Bukowej.
Do 1954 r. była siedzibą gminy. W latach 1975–1998 miasto administracyjnie należało do województwa bielskiego.
Równocześnie postępowały liczne inwestycje komunalne. W 1968 r. oddano do użytku drogę do Szczyrku przez Przełęcz Salmopolską, w 1972 r. oczyszczalnię ścieków, a w 1977 r. nowoczesny ośrodek zdrowia. W latach 90. powstało wiele prywatnych pensjonatów, a w Jaworniku otwarto hotel „Stok”. W 2003 r. miało miejsce otwarcie hotelu „Gołębiewski”, natomiast w 2021 roku otwarto hotel „Crystal Mountain”.

## Atrakcje turystyczne

### Zabytki
Pełna lista zabytków:

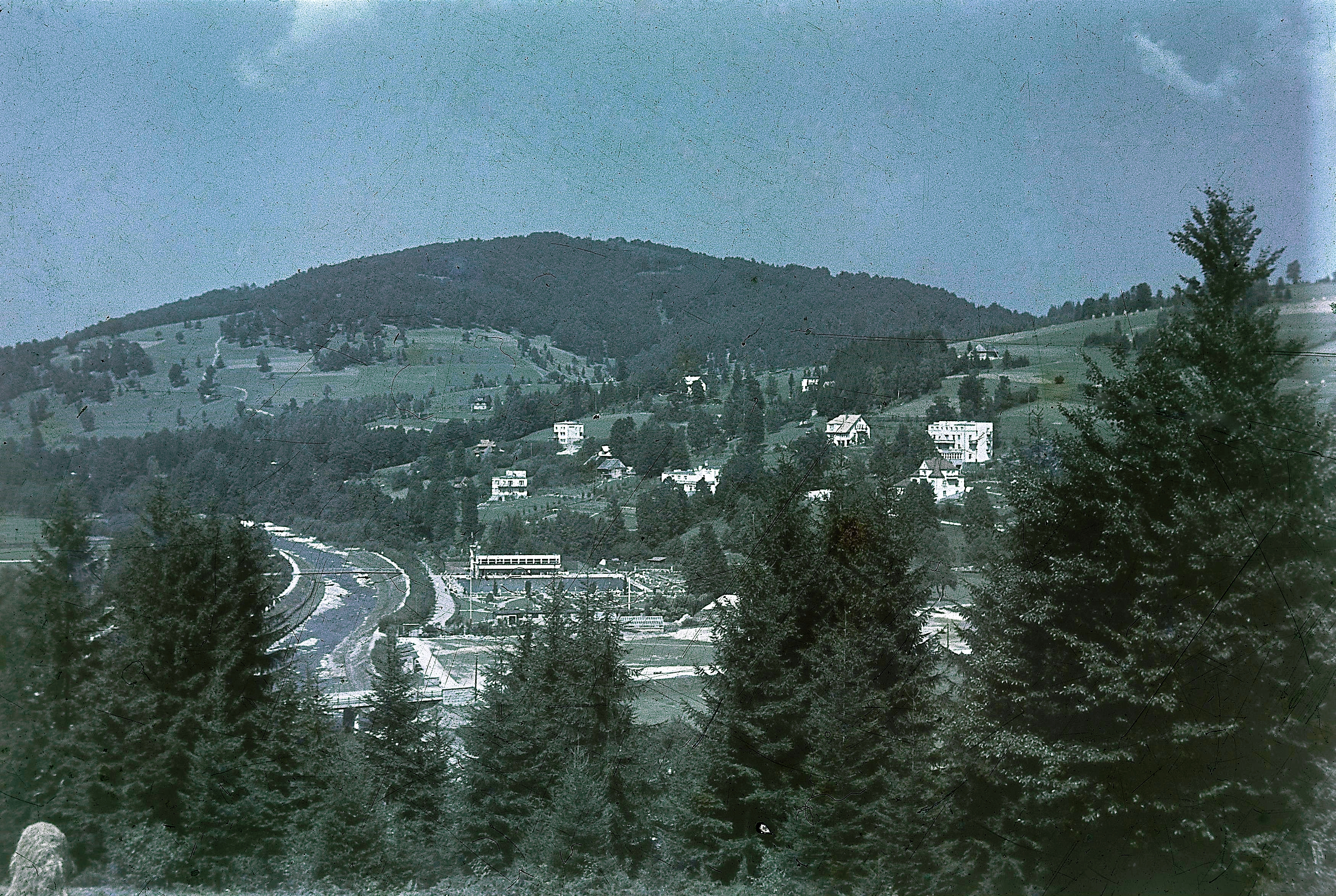
Panorama Wisły w 1939

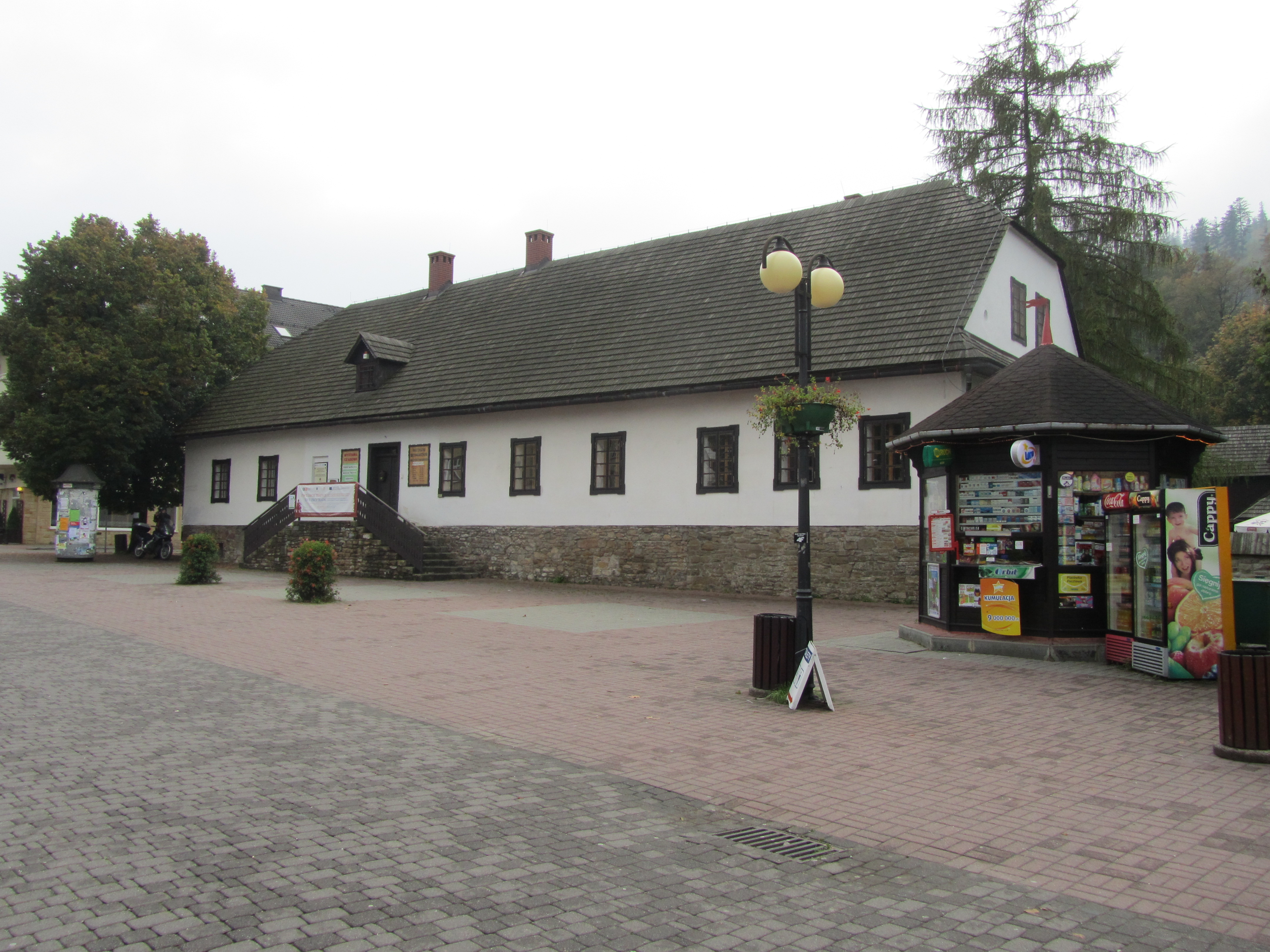
Muzeum Beskidzkie

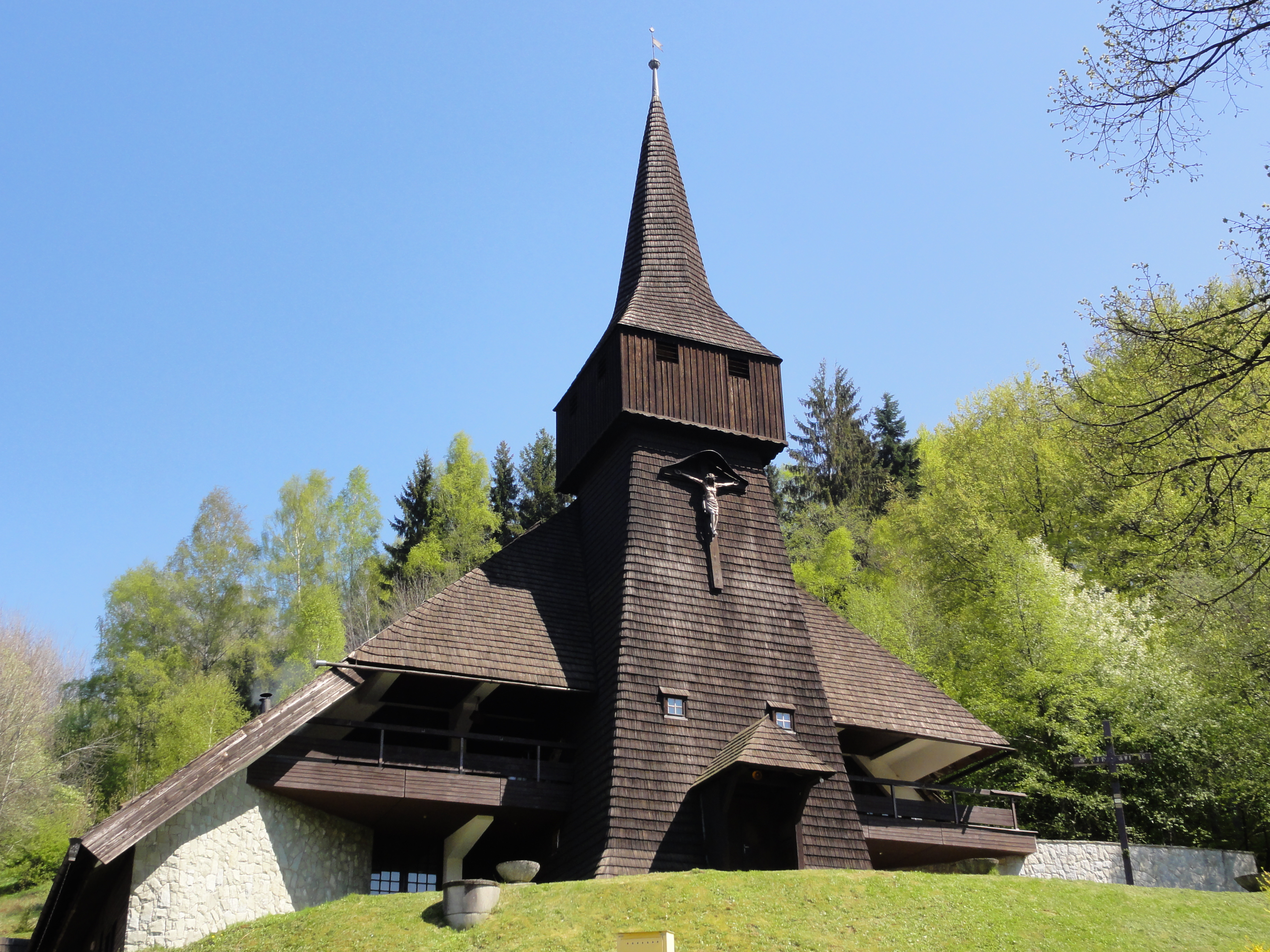
Drewniany kościół Znalezienia Krzyża Świętego

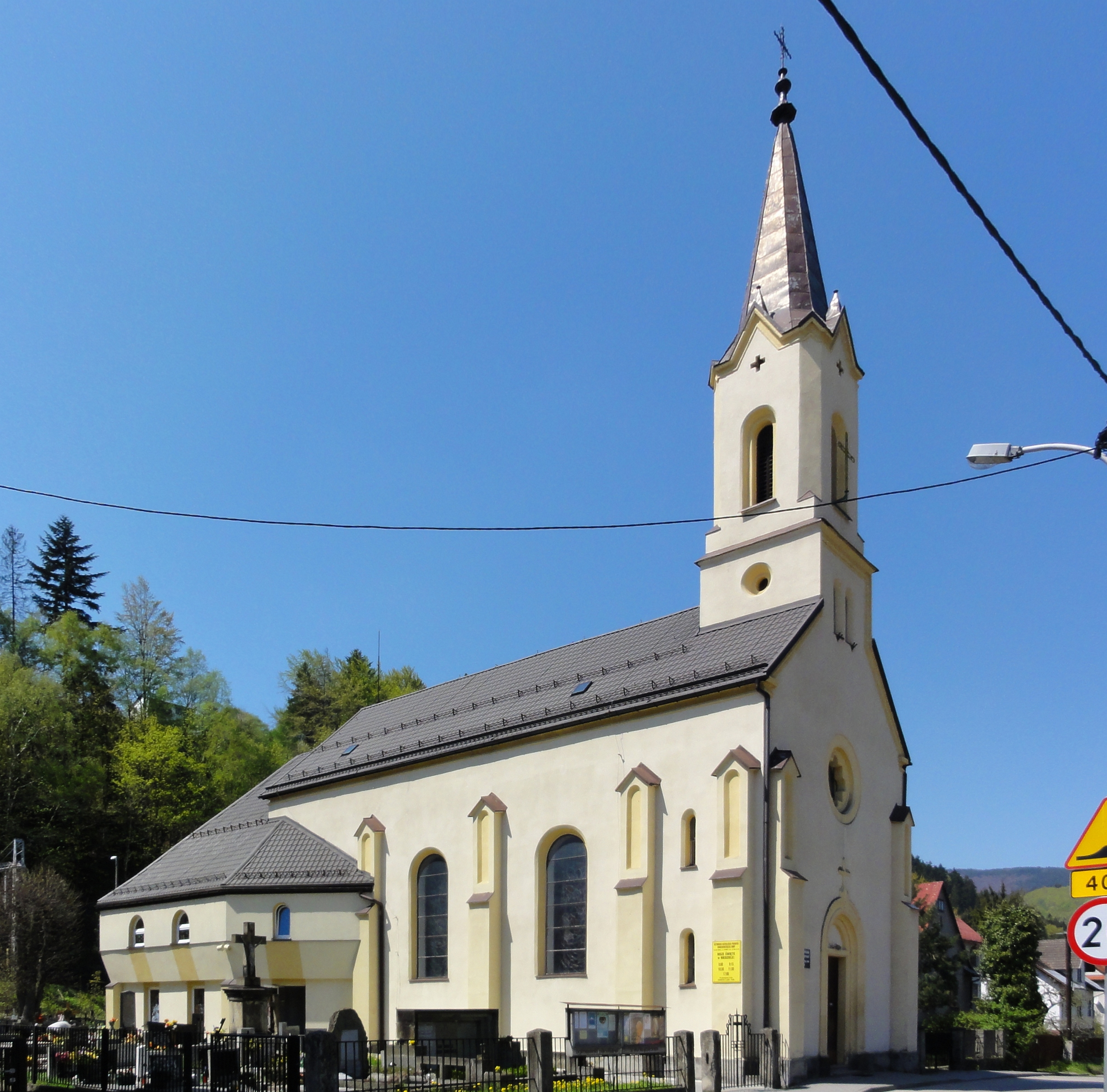
Kościół Wniebowzięcia Najświętszej Maryi Panny

- karczma z 1794 r., obecnie Muzeum Beskidzkie im. Andrzeja Podżorskiego (ul. Stellera). Muzeum to jest oddziałem Muzeum Śląska Cieszyńskiego.
- enklawa starego budownictwa drewnianego (obok muzeum) – stoją tam: drewniana stara szkoła z 1891 r. (obecnie siedziba organizacji społecznych z terenu Wisły) oraz przeniesiona tu z Jonidła chałupa góralska z początku XX w. Obiekty te znajdują się na  szlaku architektury drewnianej woj. śląskiego.
- Kościół Ewangelicko-Augsburski Apostołów Piotra i Pawła wybudowany w 1838 r. – przykład architektury klasycystycznej.
- stara szkoła ewangelicka (vis-à-vis kościoła ewangelickiego) wzniesiona w 1824 r., na niej tablica poświęcona kompozytorowi Janowi Sztwiertni.
- plebania ewangelicka w Wiśle-Centrum, wybudowana w latach 1805–1807 (nr rej. A/1088/22[38])
- Drewniany pałacyk myśliwski Habsburgów z lat 1897–1898, obecnie – po przeniesieniu spod Baraniej Góry do centrum miasta – od 1987 r. siedziba wiślańskiego Koła PTTK (ul. Lipowa).
- Zamek Prezydenta na Zadnim Groniu wybudowany w 1930 r. według projektu architekta prof. Adolfa Szyszko-Bohusza.

Obiekty nie wpisane do rejestru zabytków, mające jednak wartość historyczną to:
- wieża kościelna z XVI w. na kościele pw. Znalezienia Krzyża Świętego w Wiśle Głębcach, przeniesiona w 1983 r. z Połomi koło Wodzisławia Śląskiego. Kościół ten znajduje się na  szlaku architektury drewnianej woj. śląskiego.
- hotel Piast, pierwszy hotel w Wiśle wybudowany około 1885 r.
- Kościół Wniebowzięcia NMP z 1865 r., przebudowany i rozbudowany w 1970 r. (ul. Lipowa 7).
- drewniane wille z początku XX w. (np. „Zacisze” i „Dąbrówka” przy al. Burschego).

### Inne atrakcje turystyczne
- W Wiśle przy ul. 1 Maja znajduje się muzeum poświęcone Adamowi Małyszowi. Znajdują się w nim jego trofea, m.in. cztery Kryształowe Kule, oraz narty, na których skakał[39].
- W Wiśle Łabajowie przy ul. Turystycznej 32 znajduje się galeria sztuki japońskiej, posiadająca zbiory ningyō (lalek japońskich), drzeworytów (w tym zbiory Hiroshige Andō), kimon (w tym kimon ślubnych), pasów obi oraz innych artefaktów japońskich.
- Aleja Gwiazd Sportu w Wiśle

## Prasa i wydawnictwa
Od czerwca 1993 r. do lutego 1999 r. w Wiśle wydawany był lokalny miesięcznik pt. Informator Miejski Wisły. Jego następcą od marca 1999 r. jest Echo Wisły, wydawane początkowo w dalszym ciągu jako miesięcznik, a od wiosny 2022 jako kwartalnik.

## Wspólnoty wyznaniowe
1. Kościół Ewangelicko-Augsburski (46,7%)
2. Kościół rzymskokatolicki (17,6%)
3. Świadkowie Jehowy (3,33%)
4. Kościół Zielonoświątkowy (1,63%)
5. Zbór Stanowczych Chrześcijan (1,41%)
6. Inne wyznania (0,89%)
7. Nienależący do żadnego wyznania (4,44%)
8. Brak odpowiedzi (24,0%)

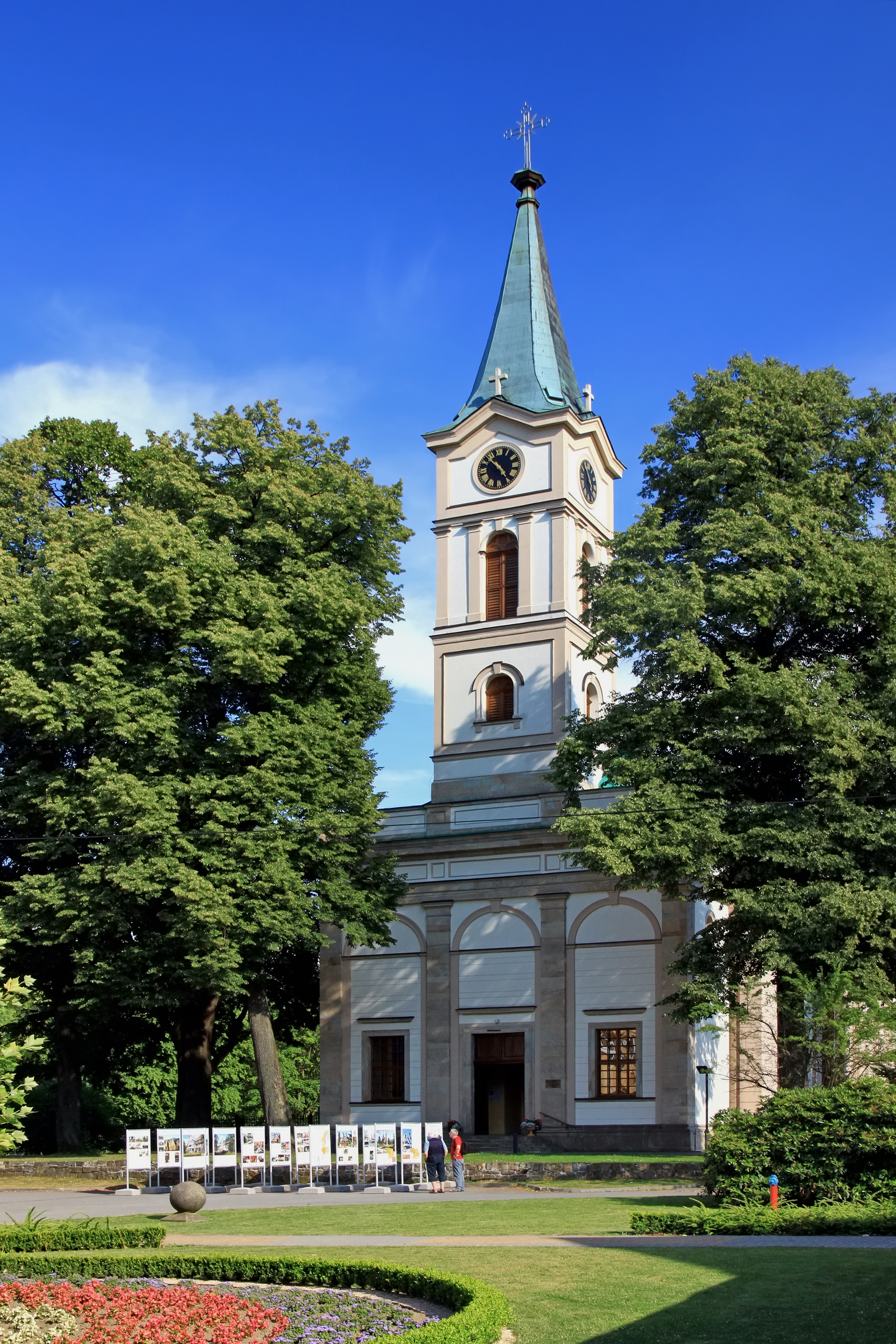
Kościół ewangelicko-augsburski apostołów Piotra i Pawła

Wisła, zamieszkała przez górali śląskich, jest jednym z największych ośrodków luterańskich w Polsce i jedynym miastem, w którym wierni tego wyznania stanowią większość. W Wiśle działa 5 parafii Kościoła Ewangelicko-Augsburskiego (57,5% mieszkańców), 3 parafie Kościoła Rzymskokatolickiego (21,2% mieszkańców), działa tu także 10 zborów i placówek innych Kościołów protestanckich (6,2% mieszkańców) w tym: Kościół Adwentystów Dnia Siódmego, Kościół Zielonoświątkowy w RP, Zbór Stanowczych Chrześcijan w RP, Kościół Chrześcijan Baptystów w RP, Chrześcijański Kościół „Maranatha”, Zbór Poselstwa Czasów Końca, Zbór Ewangelii Łaski, Kościół Chrześcijan Dnia Sobotniego, Kościół Wolnych Chrześcijan w RP, oraz 4 zbory Świadków Jehowy (Wisła–Centrum, Wisła–Głębce, Wisła–Malinka Dolna, Wisła–Malinka Górna) (4,5% mieszkańców), zgromadzających się w swoich dwóch Salach Królestwa (ul. Kędziorowska 4A, ul. Klonowa 2A).
Według spisu ludności dokonanego w końcu XIX w. w Wiśle mieszkało 3980 protestantów, 240 katolików i 41 Żydów. Kościoły ewangelikalne zostały założone na początku XX wieku przez emigrantów powracających z Ameryki.

## Sport i rekreacja

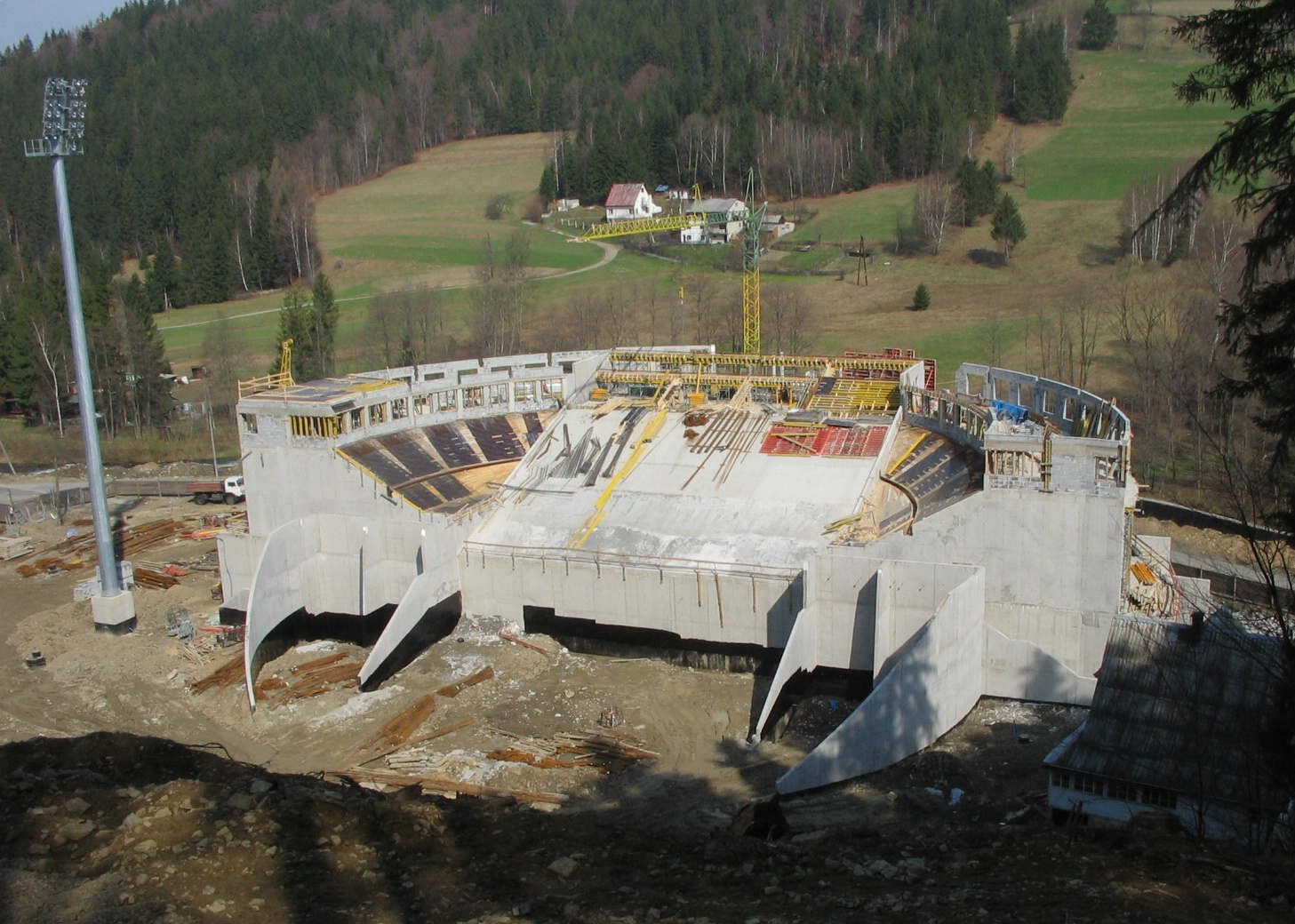
Budowana skocznia w Wiśle Malince (widok z góry)

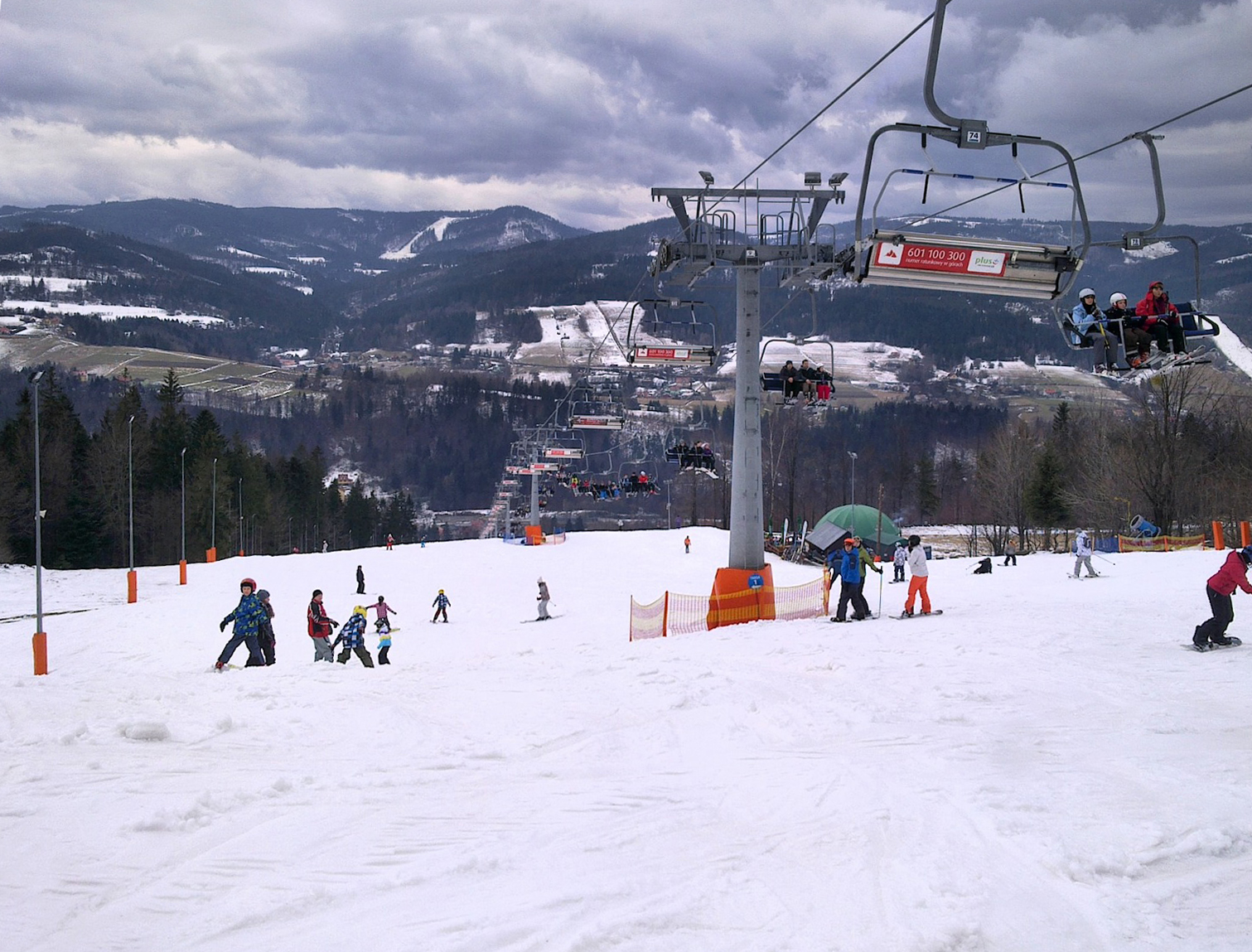
Ośrodek narciarski Nowa Osada

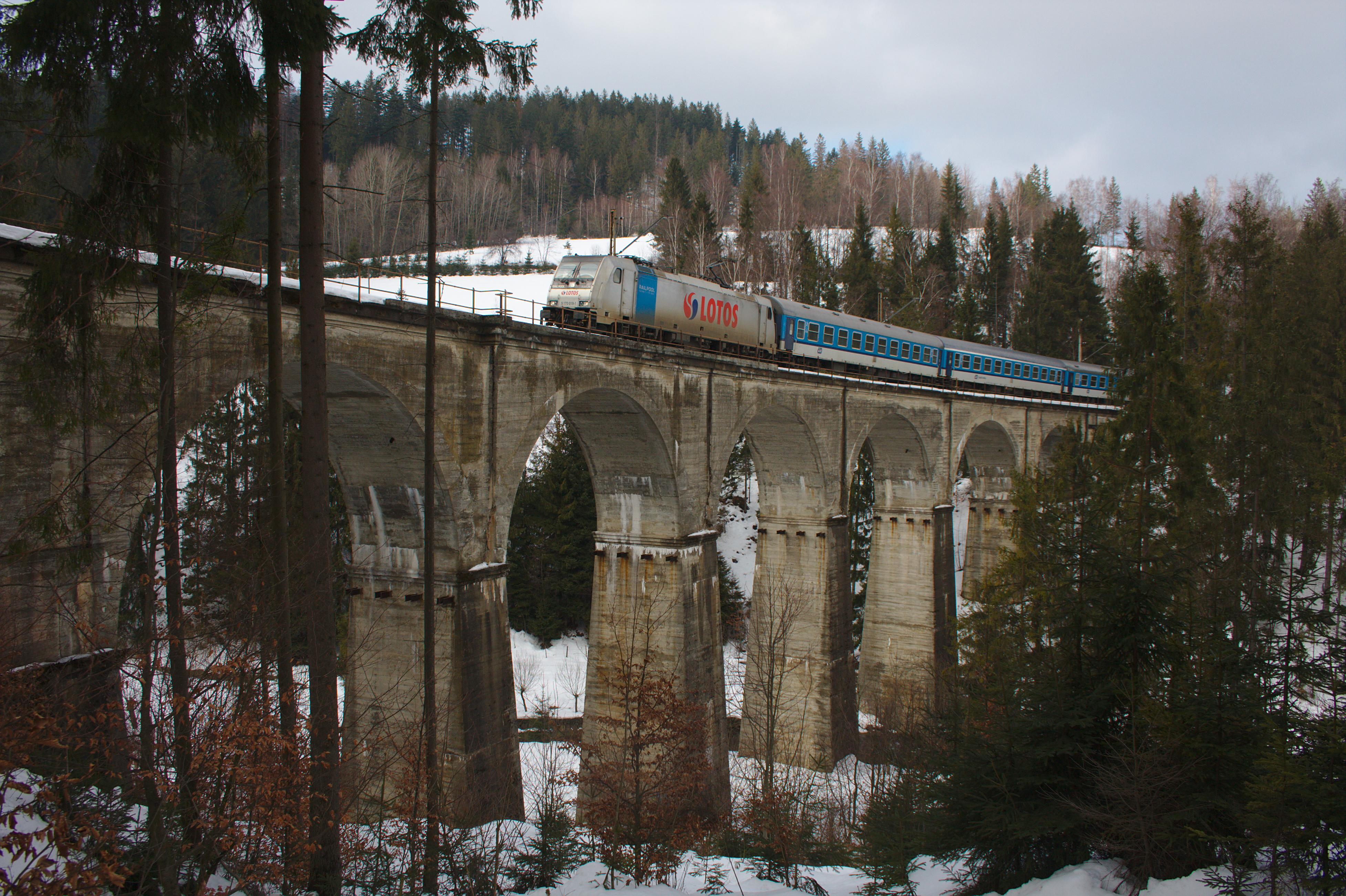
Pociąg Kolei Śląskich prowadzony lokomotywą Traxx E483 przejeżdża wiaduktem nad doliną Łabajowa, przed wjazdem na końcową stacje Wisła Głębce

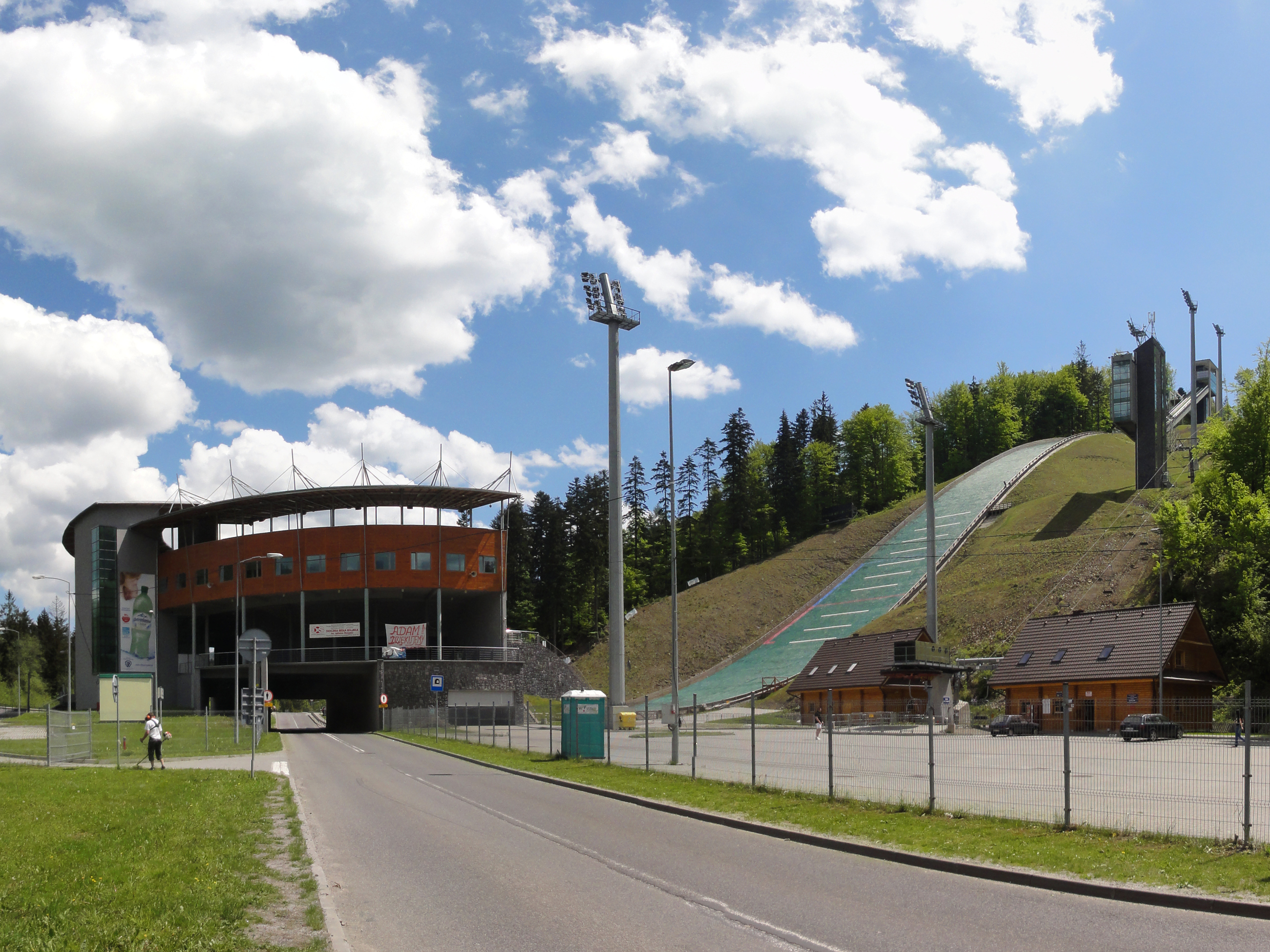
DW942 pod skocznią narciarską Wisła Malinka

Ośrodek skoków narciarskich. Na jej obszarze znajdują się dwie skocznie:
- Kompleks skoczni narciarskich „Centrum” w Wiśle
- Skocznia narciarska w Wiśle Malince – w aktualnym kształcie oddana do użytku we wrześniu 2008 r.

Podczas IX Zimowego Europejskiego Festiwalu Młodzieży „Śląsk-Beskidy 2009” (15–20 lutego 2009 r.) odbywały się zawody w biegach narciarskich i biathlonie, tu też odbyła się ceremonia zamknięcia.
W Wiśle i jej bliskich okolicach znajduje się 7 większych ośrodków narciarskich:
- Stacja Narciarska Cieńków
- Wyciągi Narciarskie Klepki w Malince
- Ośrodek Narciarski Nowa Osada
- Stacja Narciarska Soszów
- Ośrodek Narciarski Stożek
- Ośrodek Narciarski Skolnity
- Stacja Narciarska Stok.

Turyści wypoczywający w Wiśle mają do dyspozycji kilkadziesiąt kilometrów szlaków pieszych, prawie 30 wyciągów narciarskich (w tym 7 krzesełkowych) z ponad 20 km tras zjazdowych. Sportowcy, np. kadra polskich piłkarzy, wykorzystują Ośrodek Przygotowań Olimpijskich oraz miejscowe skocznie.

### Piesze szlaki turystyczne
- Rozstaje nad Istebną Pietraszonką – Karolówka (łącznik); dł.: 2 km, czas: 30 min,
- Wisła Jawornik – Przełęcz Beskidek; dł.: 2 km, czas: 45 min,
- Wisła Głębce PKP – Wisła Nowa Osada; dł.: 4,5 km, czas: 1 h,
- Wisła Czarne – Dolina Czarnej Wisełki (łącznik); dł.: 5,5 km, czas: 1 h 15 min,
- Wisła Gościejów – Wyrch Gościejów; dł.: 4 km, czas: 1 h 30 min,
- Wisła Głębce PKP – Łabajów Stożek Wielki – Kiczory; dł.: 8 km, czas: 2 h 15 min,
- Wisła Głębce PKP – przełęcz Kubalonka – os. Kozińce – Wisła Nowa Osada – os. Wróblonki – Smrekowiec; dł.: 13 km, czas: 3 h 45 min,
- Malinowska Skała – Magurka Wiślańska – Barania Góra – Przysłop – Karolówka; dł.: 13 km, czas 4 h,
- Wisła Centrum PKS ul. Lipowa – os. Zdejszy – Wierch Skolnity – os. Skolnity – Soszów Wielki; dł.: 8 km, czas: 2 h 15 min,
- Wisła Dziechcinka PKP – Stożek – Kiczory; dł.: 8,5 km, czas: 3 h,
- Wisła Uzdrowisko PKP – Trzy Kopce Wiślańskie – Przełęcz Salmopolska; dł.: 12 km, czas: 3 h,
- Wisła Głębce PKP – os. Kozińce – przełęcz Kubalonka – Przełęcz Szarcula; dł.: 6,5 km, czas: 1 h 15 min,
- Wisła Nowa Osada – Cienków Niżni – Cienków Wyśni – Gawlasi Groń; dł.: 9 km, czas: 2 h 45 min,
- Wisła Uzdrowisko PKP – Wisła Jawornik – Schronisko Soszów; dł.: 7,5 km, czas: 2 h 15 min,
- Wisła Dziechcinka PKP – os. Kobyla; dł.: 6,5 km, czas: 2 h,
- Wisła Głębce PKP – os. Mrozków – Stożek Wielki; dł.: 6,5 km, czas: 2 h 15 min,
- Wisła Czarne – Dolina Białej Wisełki – Barania Góra – Przysłop – Karolówka; dł.: 12 km, czas: 4 h,
- Czantoria Wielka – Soszów – Stożek – Kubalonka – Przysłop – Barania Góra – Magurka Wiślańska; dł.: 33 km, czas 9 h,
- Przełęcz Salmopolska – Malinów – Malinowska Skała; dł.: 5 km, czas: 1 h 45 min.

### Trasy rowerowe
Przez miasto przechodzą następujące trasy rowerowe:
- Wiślana Trasa Rowerowa
- Czerwona trasa rowerowa nr 24 (Pętla rowerowa Euroregionu Śląsk Cieszyński)
- Główny Karpacki Szlak Rowerowy (621 km)
- Międzynarodowy Szlak Rowerowy Greenways Kraków – Morawy – Wiedeń

## Współpraca międzynarodowa
Wisła współpracuje z następującymi miastami i gminami:
- Hukvaldy (Czechy) – od 21 maja 1998 roku,
- Bully-les-Mines (Francja) – od 27 maja 2004 roku,
- Rheinhausen (Niemcy) – od 20 października 2006 roku,
- Čoka (Serbia) – od 25 października 2007 roku.